# Menoux
Menoux település Franciaországban, Haute-Saône megyében. Lakosainak száma 299 fő (2022. január 1.). Menoux Saint-Rémy-en-Comté, Amance, Cubry-lès-Faverney, Faverney, Mersuay és Senoncourt községekkel határos.

## Népesség
A település népességének változása:
| Lakosok száma | 298  | 308  | 301  | 301  | 300  | 300  | 298  | 299  |
|               | 2013 | 2015 | 2017 | 2018 | 2019 | 2020 | 2021 | 2022 |